# Owensboro
Owensboro és una població dels Estats Units a l'estat de Kentucky. Segons el cens del 2009 tenia 55.745 habitants.

## Demografia
Segons el cens del 2000, Owensboro tenia 54.067 habitants, 22.659 habitatges, i 14.093 famílies. La densitat de població era de 1.198,4 habitants/km².
Dels 22.659 habitatges en un 28,8% hi vivien nens de menys de 18 anys, en un 44,7% hi vivien parelles casades, en un 13,9% dones solteres, i en un 37,8% no eren unitats familiars. En el 33,3% dels habitatges hi vivien persones soles el 14% de les quals corresponia a persones de 65 anys o més que vivien soles. El nombre mitjà de persones vivint en cada habitatge era de 2,29 i el nombre mitjà de persones que vivien en cada família era de 2,91.
Per edats la població es repartia de la següent manera: un 24,1% tenia menys de 18 anys, un 9,8% entre 18 i 24, un 27,4% entre 25 i 44, un 22,4% de 45 a 60 i un 16,3% 65 anys o més.
L'edat mediana era de 37 anys. Per cada 100 dones de 18 o més anys hi havia 82,6 homes.
La renda mediana per habitatge era de 31.867$ i la renda mediana per família de 41.333$. Els homes tenien una renda mediana de 33.429$ mentre que les dones 21.457$. La renda per capita de la població era de 17.968$. Entorn del 12,2% de les famílies i el 15,9% de la població estaven per davall del llindar de pobresa.